# Pseudomyas doramasensis
Pseudomyas doramasensis is een keversoort uit de familie loopkevers (Carabidae). De wetenschappelijke naam van de soort is voor het eerst geldig gepubliceerd in 1929 door Uyttenboogaart.